# Hans Baumgarten (Journalist)
Hans Baumgarten (* 4. Januar 1900 in Berlin; † 24. März 1968 in Königstein im Taunus) war ein deutscher Journalist und Herausgeber.

## Werdegang
Baumgarten war in den 1920er Jahren als Wirtschaftsjournalist tätig. 1933 wurde er Chefredakteur des Berliner Börsen-Courier, im Jahr darauf wechselte er in gleicher Funktion zum Deutschen Volkswirt. Nach dessen Einstellung während des Zweiten Weltkriegs arbeitete er freiberuflich. Ab 1946 war er Redakteur für die Wirtschafts-Zeitung in Stuttgart, ab 1948 leitender Korrespondent der Mainzer Allgemeinen Zeitung.
Im Herbst 1949 gründete er zusammen mit Erich Dombrowski, Karl Korn, Paul Sethe und Erich Welter die Frankfurter Allgemeine Zeitung. Von 1949 bis 1965 war er einer der Herausgeber, ab 1959 gehörte er ihrem Verwaltungsrat an.

## Ehrungen
1965 wurde er mit dem Großen Verdienstkreuz der Bundesrepublik Deutschland ausgezeichnet.